# Archimedes-spiraal

Vergelijking van de vorm

Een archimedes-spiraal is een kromme in de meetkunde in de vorm van een spiraal. De vorm ervan kan door een vergelijking in poolcoördinaten worden gegeven:
{\displaystyle r=a+b\ \theta }
Daarin zijn {\displaystyle a} en {\displaystyle b} de twee parameters die het beginpunt en de spatiëring bepalen. Begint de spiraal in de oorsprong, dan is {\displaystyle a=0} en is de vergelijking:
{\displaystyle r=b\times \theta }
voor {\displaystyle b>0}.
Een voorbeeld van zo'n spiraal staat in de figuur, ervan uitgaande dat {\displaystyle r} niet negatief mag zijn. Als dat wel mag, is er ook een tak voor {\displaystyle \theta <0}, die het gespiegelde is ten opzichte van de {\displaystyle y}-as van de tak voor {\displaystyle \theta >0}.
Een archimedes-spiraal ontstaat wanneer een punt zich met constante snelheid langs een lijn beweegt, die zelf met een constante hoeksnelheid ronddraait. Elke winding heeft dezelfde breedte, dezelfde spatiëring {\displaystyle b\ 2\pi }. De spiraal is naar de Griekse wiskundige Archimedes genoemd, die deze spiraal in zijn boek Spiralen heeft besproken.

## Toepassingen

Scroll-compressor

- Een archimedes-spiraal kan worden gebruikt om twee van de drie klassieke problemen uit de oud-Griekse wiskunde op te lossen, namelijk de driedeling van de hoek en de verdubbeling van de kubus door constructie met passer en liniaal. Voor de constructie van een archimedes-spiraal is meer nodig dan liniaal en passer.

- De groeven van grammofoonplaten volgen het spiegelbeeld van deze spiraal.

- Een bepaald type pomp bestaat uit twee gespiegelde archimedes-spiralen, de een vast en de ander daarin bewegend. Deze scroll-compressors worden bijvoorbeeld gebruikt in airconditioning voor auto's.